# Вињаја (Перуђа)
Вињаја је насеље у Италији у округу Перуђа, региону Умбрија.
Према процени из 2011. у насељу је живело 125 становника. Насеље се налази на надморској висини од 284 м.